# Zhang Shui
Zhang Shui (kinesiska: 章水) är ett vattendrag i Kina. Det ligger i provinsen Jiangxi, i den sydöstra delen av landet, omkring 320 kilometer söder om provinshuvudstaden Nanchang.
Genomsnittlig årsnederbörd är 1 831 millimeter. Den regnigaste månaden är maj, med i genomsnitt 317 mm nederbörd, och den torraste är oktober, med 15 mm nederbörd.